# Бакули
Бакули — деревня в Слободском районе Кировской области в составе Стуловского сельского поселения.

## География
Находится у южной окраины районного центра города Слободской.

## История
Известна с 1678 года как деревня Невейникова с 3 дворами. В 1764 году здесь учтено 57 жителей из государственных крестьян. В 1873 году здесь (деревня Невенниковская или Бакули) учтено дворов 20 и жителей 142, в 1905 36 и 249, в 1926 58 и 281, в 1950 64 и 248. В 1989 году проживало 95 человек. 

## Население
Постоянное население  составляло 70 человек (русские 94%) в 2002 году, 126 в 2010.